# Federationen (Finland)
Federationen var en förening i Finland, grundad 1880.
Constance Ekelund (1850–1889), som var gift med en läkare, föreslog i Helsingfors Dagblad, efter ett besök i Stockholm och Köpenhamn, där hon upptäckt Svenska Federationens verksamhet, att en liknande förening skulle grundas i Finland för att avskaffa systemet med reglementerade prostitution. 
Finska Federationen grundades 1880 efter ansökan till Kejserliga Senaten, med fyra manliga och fyra kvinnliga ledamöter under ordförandeskap av lantdagsmannen Wilhelm Fredrikson. Föreningen utgav också tidskriften Månadsskrift för diskussion af frågor rörande den allmänna och enskilda sedligheten, sedan kallad Tidskrift för diskussion af frågor rörande den allmänna och enskilda sedligheten 1881-83, av prosten Wilhelm Fredrikson (1826–1904). 
Föreningen genomdrev ett förbud mot bordeller i Helsingfors 1884. Den nya författningen om veneriska sjukdomar 1894 och det nya reglementet 1896 sågs som en framgång. När nya instruktioner 1907 flyttade ansvaret för de veneriska besiktningarna från polisen till hälsovårdsmyndigheterna definierade myndigheterna den reglementerade prostitutionen för avskaffad. Därmed upphörde moralreformisternas intresse för frågan. Frågan kring prostitution övergick sedan till kvinnorörelsen, och de finska kvinnoorganisationerna grundade på 1910-talet en gemensam sedlighetskommitté, som höll ett stort sedlighetsmöte år 1917.